# PowerPC
PowerPC je mikroprocesorska arhitektura RISC izdelana leta 1991 v kooperaciji podjetij Apple, IBM in Motorola. Prvotni namen uporabe je bil za osebne računalnike. Največji uspeh je doživel s prodajo Macintoshevih računalnikov med letoma 1994 in 2006.